# 遠山氏
遠山氏（とおやまし）は、武家・華族だった日本の氏族。
鎌倉幕府創設の功績によって御家人となった加藤景廉が美濃国恵那郡遠山荘の地頭職を与えられ、その長男の遠山景朝が遠山姓を名乗ったことに始まる。
岩村城を本拠地として美濃東部で遠山七頭（七遠山）が繁栄。土岐氏と並ぶ美濃の名族として、室町時代には、将軍家奉公衆となる者が出た。
宗家の岩村遠山氏・飯羽間遠山氏・安木遠山氏・明照遠山氏は戦国時代末期に織田氏と武田氏の争いに巻き込まれて滅亡したが、徳川氏の麾下に入った明知遠山氏・串原遠山氏・苗木遠山氏は関ヶ原の戦いにおいて東軍に加わり、前哨戦の東濃の戦いにおいて戦功を挙げた。
その結果江戸幕府成立後には、
明知遠山氏は、遠山利景が6,530石の交代寄合（参勤交代する旗本）となり明知陣屋を本拠地として明治の版籍奉還まで続いた。
串原遠山氏は、遠山経景が明知遠山氏の家老となり500石で版籍奉還まで続いた。
苗木遠山氏は、飯羽間遠山氏から養子に入った遠山友政が苗木藩1万500石の外様大名となり、明治維新後には華族となり、廃藩置県後には子爵家に列した。

## 沿革

### 鎌倉時代
遠山氏の祖は藤原利仁の子孫と伝わる加藤景廉である。景廉は源頼朝の重臣として功績を残し、文治から建久（1185年 - 1198年）の頃に遠山荘（現在の岐阜県恵那市・中津川市・瑞浪市の一部）を与えられた。ただし、景廉本人は頼朝とともに鎌倉におり、実際に遠山荘に赴任はしなかった。
承久の乱が始まって程なく景廉が死去し、遠山荘の地頭職は長男の遠山景朝が受け継いだ。景朝は遠山荘にちなんで遠山に改姓して遠山氏の初代となった。遠山氏の名が最初に認められるのは、承久3年7月5日（1221年7月25日）景朝が承久の乱の首謀者の一人である一条信能を遠山荘の岩村で処刑した時である。この乱で美濃守護の大内惟信が没落すると美濃国は北条氏の管轄下となり、恵那郡の遠山氏、土岐郡の土岐氏らは北条氏の傘下とされた。
- 承久年間（1219年～1222年）、遠山景朝が岩村城の敷地内に八幡神社を創建し、誉田別命及び配神として父の景廉を祀った。
- 嘉禎元年（1235年）8月、景朝は父の景廉の遺領の伊豆国狩野荘牧之郷の地頭職を、弟の加藤景義と争い鎌倉幕府の評定衆の評議により勝訴した。
- 仁治2年（1241年）、景朝の子の遠山景村（太郎右衛門）が遠山荘の木曽川以北の所領を統治するために、木曽川南岸の西山戸から北岸の那木に進出。景村の弟の遠山景員（六郎）が岩村遠山氏を継ぐ。
- 宝治元年（1247年）、景朝の子の遠山景重（三郎兵衛）が明知城を築き明知遠山氏の始祖となる。
- 元弘元年（1331年）7月、遠山景房（弥次郎）が恵那郡内の所々（手向郷の内、明知・上下村・荒木村・窪原・佐々良木・安主など）の地頭職を安堵された（慶元古文書）。
- 元弘年間（1331年～1334年）遠山昌利（一雲入道）・遠山景長親子が、高森山（現在の中津川市苗木町）に砦を築く。
- 元弘3年（1333年）の建武の親政により土岐氏が大きく勢力を伸ばして美濃守護となったため遠山氏は、その傘下となる。
- 元弘～建武年間（1334年～1336年）の頃、遠山景利が恵那郡福岡村植苗木に広恵寺城を築く。
- 建武2年（1335年）に岩村城主の遠山三郎が、遠山一族の総力を結集して菩提寺の大圓寺を建立した。
- 建武2年（1335年）当時中野方村に存在した心観寺の梵鐘に「建武二乙亥年二月大檀那領主加藤左衛門尉景村、美濃國蘇原荘安弘見郷中之方氏子安全」とあったという（安弘見傳記）。これは元弘年間に北条氏の残党によって心観寺焼かれたが再興の際に鋳造したものであろう。

### 室町時代
- 建武3年5月25日（1336年）7月4日に、摂津国の湊川の戦いに参加した明知城主の遠山景房は、足利氏より勲功を賞して郡上郡の市島郷の三分の二の地頭職を賜った。
- 建武4年（1337年）越前金ヶ崎城の戦いにおいて「美濃霧城遠山三郎」なる名が太平記に記されている。
- 暦応2年（1339年）土岐頼遠が本拠地を土岐郡（現・瑞浪市）から長森城（現・岐阜市）へ移すと遠山氏が土岐郡の神野城も支配下に置いた。
- 興国元年（1340年）遠山権七郎は、前年に越前で敗れて美濃国根尾城に籠っていた南朝方の脇屋義助に対して土岐頼遠の軍列に属して戦った。脇屋義助は尾張に逃亡した。
- 岩村城主の遠山加藤太郎入道光直の娘が土岐頼遠の弟の長山頼基の妻となり、明智頼重を生むなど土岐氏との姻戚関係を深めた（太平記・遠山家譜）。
- 興国6年/貞和元年（1345年）岩村城主の遠山加藤太郎入道光直が亡くなる。
- 観応元年/正平5年（1350年）～観応3年/正平7年（1352年）に発生した観応の擾乱において、久須見城主遠山光貞は、足利尊氏の軍に馳せて近江国浅井郡八桐山の合戦で武功を上げて褒状を授けられた。
- 正平7年（1352年）3月には明知城主の遠山景房が武功により安房国に領地を与えられた。遠山氏の勢力は、本拠地岩村城の岩村遠山氏の他、明知・安木・飯間・櫛原・馬籠・神野・久須見を有した。
- 正平15年（1360年）美濃守護の土岐頼康が仁木義長と土岐東池田氏を攻めた際に広恵寺城主の遠山景信も従った。
- 正平16年（1361年）12月8日に京都で仁木義長と戦った際に土岐氏の長山頼基に討たれた（遠山家譜）。
- 明徳元年（1390年）遠山景房の子の遠山頼景が足利義満からの下文により地頭職となった。
- 明徳3年（1392年）、北朝が南朝の持つ三種の神器を接収し、後亀山天皇が譲位して南北朝合一（明徳の和約）が成し遂げられた。この頃、遠山の氏族には、遠山景房の子の遠山頼景、広恵寺城主の遠山景信の子の遠山景直、久須見城主の遠山光貞の子の遠山景貞などが恵那郡内で繁栄した（遠山家譜）。
- 応永6年（1399年）の応永の乱により土岐頼益の従弟の肥田詮直と土岐康行の子の土岐康政らが大内義弘に同調して長森城に籠った際に遠山氏もこれに従った。肥田詮直は長森城外で激戦して敗れ戦死した。遠山景信の孫の遠山景継は土岐康政に従い、長森城で戦死した。後太平記には肥田詮直が敗れたため遠山氏族は遁れ去ると記載がある。この頃遠山頼景の子に遠山景基がある。遠山景直は、頼益の命により長山頼基の末子である光景を養子とした。しかし長森城の合戦で遠山景継が戦死したため、景継の妹を光景に嫁がした上で養子としたのである。この後、遠山光景は式部少輔と称した。
- 応永10年（1403年）9月、遠山景直が没する。この頃、久須見城主の遠山景貞の子に遠山景光がある（美濃国諸家系譜・遠山家譜）。
- 永享年間（1429年～1441年）の室町幕府の御番帳には、遠山大蔵少輔入道、遠山彌六、遠山神崎左京亮、遠山孫三郎、遠山飯間宮内少輔、遠山安木孫太郎、遠山櫛原五郎、遠山左京亮、遠山藤次郎、遠山馬籠左馬助、遠山下村左京亮、遠山馬場入道、遠山彦太郎が出仕勤番した記録がある。
- 嘉吉元年（1441年）6月、将軍足利義教の走衆となっていた遠山市三郎は、赤松満祐がおこした嘉吉の乱で奮戦して戦死した（考証戦国武家事典）。
- 文安年間（1444年～1449年）の御番帳には、遠山明知大蔵少輔、遠山大和守が出仕勤番した記録がある。

この当時、遠山景基についで遠山右京亮景次、遠山左京亮景勝の名があるが、遠山光景の子の遠山景則（新左衛門）は岩村城に住し、遠山景光の子の遠山光基は方県郡の黒野村に移り、その弟の遠山兵部丞は久須見城に居た。
- 康正2年（1456年）には造内裏段銭として12貫225文を室町幕府に収めた遠山左京亮景勝が遠山氏の総領格であったと思われる[3]。また、岩村遠山氏を含めて七遠山または遠山七頭と呼ばれ、居城ごとに分かれて統治を行っていたようである[要出典]。応仁の乱においては遠山氏は美濃の守護の土岐成頼と共に西軍の山名宗全方に加わり西陣に駐留した。
- 長禄3年（1459年）3月、岩村城主遠山景則が没して、遠山成益が継いだという。
- 寛正年間(1460～1466年)、三河国加茂郡市場城主の小原鱸(鈴木)氏の鱸藤五郎親信が、足助荘野原郷を、領地を隣接する明知遠山氏へ娘を嫁がせる際に化粧料として美濃国恵那郡に割譲した。

### 松尾小笠原氏と木曽氏の侵攻
戦国時代が始まったとされる応仁元年（1467年）、細川勝元（東軍）と山名宗全（西軍）との間で応仁の乱が発生すると、美濃守護土岐成頼は西軍となって京で戦い留守は守護代格の斎藤妙椿が守っていた。
- 文明5年（1473年）10月に斎藤妙椿が伊勢遠征を行なうと、その隙をついて、東軍の信濃国松尾城主の小笠原家長が伊那谷から、木曽家豊が木曽谷から東美濃に侵攻した。遠山諸氏はこれを防げず、大井城を占領され、土岐郡釜戸村の荻島城(刈安城)まで落城した[4]。その後、苗木遠山氏は木曽氏の支配下にあったようである。岩村遠山氏は遠山景廣が大和守と称し岩村城を改修して防備し領地を護った。
- 長享元年（1487年）と延徳3年（1491年）に長享・延徳の乱が勃発した際に将軍足利義尚方として土岐政房と共に二番衆として遠山神野小太郎、遠山藤次郎、遠山加藤次。三番衆として遠山櫛原藤五郎、遠山岩村某、遠山安岐孫次郎、飯間孫三郎。五番衆として遠山櫛原次郎、遠山馬籠右馬介が参戦した。
- 長享2年（1488年）の『蔭涼軒日録』には「遠山には三魁がある。第一は苗木、第二は明知、第三は岩村といい…」と、信濃国と尾張国を結ぶ木曽川の流通を抑える苗木遠山氏の隆盛が伝わっている。
- 永正元年（1504年）の木曽の王滝城（木曽郡王滝村崩越）の戦いでは、中津川・大井・落合の軍勢が木曽義元の家臣として戦っている。

岩村遠山氏は一旦断絶したため、明知遠山氏の遠山頼景が遠山氏の総領として遠山荘の地頭職を安堵されていた。頼景が永正年間に岩村城に入り岩村遠山氏が復活した。
- 永正5年（1508年）遠山頼景が岩村城内八幡宮に奉納したの棟札に、『奉造立八幡宮　大壇那藤原頼景　願主敬白　永正五戊辰年十一月廿八日御代官』とある。
- 永正5年（1508年）旧暦8月、今川氏親名代の伊勢宗瑞（北条早雲）率いる今川軍が大樹寺を本陣として三河岩津城を攻めた。その際に、遠山景前が松平長親に加勢したという記録がある（三河風土記）。しかし当時は、景前は未だ生まれておらず遠山頼景のことであろうと推測される。
- 大永年間（1521年～1528年）伝えによれば、明知遠山氏の遠山景保の子の遠山直景は明知城を親族に渡して退去し、士卒180名を率いて関東へ赴き北条早雲の配下に入ったとされるが、はじめ室町幕府に出仕し、美濃および美濃土岐氏に関わり深い足利義材（後の義稙）の家臣であったらしい（奉公衆であったとも伝えられる）。その頃、同じく幕府に申次衆として出仕していた伊勢新九郎（後の北条早雲）と親密になったと考えられており、遠山氏と同じく関東に下向して重用された、松田氏や伊勢氏ら創業時からの後北条氏家臣らは、この時期の関係者・仲間と思われる。
- 大永4年（1524年）3月に小笠原定基の代官高柴景長が、苗木城下の神明神社の造営に関わっている[3]。

- 天文3年（1534年）、松尾小笠原氏の小笠原定基は、鈴岡小笠原氏の旧臣である下条時氏と府中小笠原長棟に敗れ、甲斐に逐電して恵那郡から撤退したので遠山氏は恵那郡中部（現在の武並駅～中津川駅あたり）の旧領を取り戻したが、落合村と湯舟澤村は下条時氏の侵攻を受け占領された。また苗木遠山氏については依然木曽氏の傘下に留まっていた。

岩村遠山氏の遠山景前は甲斐恵林寺を再興した名僧の明叔慶浚を菩提寺の大圓寺に招き、岩村遠山氏は再び勢いを取り戻した。
- 天文7年（1538年）、岩村遠山氏の遠山景前と思われるが、大井町の武並神社に梵鐘を寄進する。その銘には「濃州恵那郡遠山荘大井郷正家村武並大明神之鐘　天文七年戊戌七月十二日鋳之」とあった（巖邑府誌）。
- 天文8年（1539年）6月27日に、苗木遠山氏の遠山昌利の妻が70歳で亡くなり、7月1日に葬儀が行われ大圓寺の明叔慶浚が導師をつとめた。
- 天文11年（1542年）岩村遠山氏の遠山景前と延友遠山氏の延友新右衛門尉が笠木社に梵鐘を寄進した。その鐘銘に『濃州加茂郡笠木山大権現新寄進　本願　延友新右衛門尉　藤原景延　願主　遠山左衛門尉　藤原景前　天文十一稔　寅壬　十一月念日』とあり、藤原景前とは遠山景前のことで、笠木社とは、現在の岐阜県恵那市中野方町にある笠置神社のことである。このことから延友遠山氏は笠置神社周辺を領地としていた遠山氏の一族と思われる。
- 天文11年（1542年）の秋、守護代の斎藤道三が叛いて突如大桑城に居た守護の土岐頼芸を攻めた時に遠山景正の子で岩村城主の遠山正景が土岐頼芸に仕えていたため防戦した（遠山家譜）。
- 天文14年（1545年）『木曽考』によると、木曽義康の兵が中津川防衛のため上兼（中津川上金）との途中の茶屋坂で戦い、義康の家臣萩原主水（本名遠山）が安田新七郎を討ち取っているため[3]、当時も苗木遠山氏は木曽氏の傘下にあったと考えられる。
- 天文21年（1552年）岩村遠山氏から苗木遠山氏へ養子に入っていた遠山武景が京都見物からの帰途伊勢湾を尾張へ渡る舟に乗船中に盗賊の船に襲われて殺害されたため、弟の遠山直廉が苗木遠山氏を嗣ぐこととなり、高森山砦を拡張し苗木城主となり、恵那郡北部と加茂郡東部を領有した。

### 武田氏・斎藤氏・織田氏の侵攻
- 天文23年（1554年）、信濃国を領国化しようとしていた武田信玄が南信濃と美濃の国境である伊那郡を制圧すると、岩村遠山氏と苗木遠山氏は臣従した。
- 天文23年（1554年）8月　信濃伊那郡の下条信氏も父の下条時氏と共に武田方に臣従した。武田信玄は遠山氏の領地であった恵那郡上村を下条信氏に与えた。
- 天文24年（1555年）、松尾小笠原氏に続いて木曽氏も甲斐の武田氏に降（）り、苗木に駐留する木曽勢も武田氏の傘下に入った[3]。同年正月には岩村遠山氏も菩提寺の大圓寺に武田信玄の禁制を掲げており、苗木遠山氏も同年のうちに武田氏に従属したとみられる[5]。
- 天文24年（1555年）～弘治2年（1556年）頃に、三河の足助周辺の小領主であった原田・簗瀬・横山・深見・安藤らは阿摺衆という地域連合として今川義元に従い、小渡を経て明知城を攻めたため、岩村城主の遠山景前が信玄に助けを求めたのを機に、遠山氏は武田氏の傘下に入ったという説がある。
- 弘治元年（1555年）、斎藤氏は遠山領への出兵を行っている[要出典]。斎藤義龍が父の斎藤道三と長良川で戦った際に『美濃国諸旧記』には、義龍方に遠山秀友の名があるが、その他美濃諸家系譜・遠山家譜には遠山正景の弟として明知遠山氏の遠山景友を載せ、斎藤義龍に仕えて永禄5年4月に71歳で没したと記している。そのことから秀友と景友は同一人物の可能性も考えられる。
- 弘治2年（1556年）正月、大圓寺に武田信玄の制札が掲げられた。

その内容は、「夫人の人たるは未だ知り易からず　━（中略）━　太守（信玄）すでに師を出さんと欲す。太守は制簡を預け賜う。兵卒の強奪を禁止して、吾が小刹（大圓寺）をして泰山安んぜしむ　━（中略）━　弘治ニ季孟陬之月下澣日　大圓野納玄密頓首」（明叔録）
- 弘治2年（1556年）4月、斎藤道三が敗れ、斎藤義龍が稲葉山第二代城主となった。9月20日に義龍は可児郡の明智氏の居城の長山城を攻めた際に、討手の軍勢の中に遠山友行の名がある（美濃国諸旧記）。さらに織田・斎藤氏の抗争において武田氏は遠山氏を通じて介入している[要出典]。
- 弘治2年（1556年）7月13日に岩村遠山氏の遠山景前が没して後継者争いが起こると、武田晴信の後押しで、遠山景任が継いだ。武田氏は遠山氏の本拠地である岩村も傘下に収めており、秋山虎繁を派兵し景任の家督継承を支援している。

この頃より武田氏と美濃斎藤氏は緊張関係に入り、更に武田氏の同盟相手である今川氏と斎藤氏の同盟関係である織田氏も三河国で対立していたことから、東濃においても両者は対峙する形となった。ところが、岩村遠山氏や明知遠山氏は大給松平氏や鱸氏（足助鈴木氏）と手を組んで三河加茂郡への進出を図って今川氏と衝突し、武田氏からの圧力や大給松平氏らが今川氏に降伏したことで一旦は自重していた。
- 永禄元年（1558年）には菅沼氏や前述の足助鈴木氏（鱸氏）と結んで今度は同じ三河の設楽郡への進出を図った[7]。5月17日に岩村遠山氏の軍勢が奥三河に侵入し、名倉船戸橋で奥平定勝と奥平信光と戦った。奥平信光はこの合戦の功績を今川義元に賞され、幼名松千代宛で感状が与えられている。
- また、武田信玄は長良川の合戦によって斎藤氏と織田氏の同盟関係が崩壊し、織田信長がそれに対応するために今川氏との和平を試みた時期に斎藤氏を共通の敵とした織田氏への接近を図ったが、織田氏と今川氏の和平が挫折したことで結果的に今川氏への背信行為となってしまった[8]。小川雄は遠山領国を舞台として斎藤氏・織田氏対武田氏・今川氏の対立構図の長期化やそれを無視した遠山氏の軍事的行動が斎藤家中の反道三派によるクーデター（長良川の合戦）や甲相駿三国同盟の崩壊の一因になったことを指摘している[9]。

一方、尾張国の織田氏もおつやの方を岩村城主の遠山景任に嫁がせて婚姻関係を築いている。
- 永禄3年（1560年）の桶狭間の戦いに、『苗木物語中』によると、苗木勘太郎遠山直廉（苗木物語中はこれを遠山友忠とする）は兵500余騎を率いて織田氏に加勢して勇名をはせ、木曽川以北の恵那郡と加茂郡の一部の2万石を安堵されたとされる[3]。この頃、苗木勘太郎は尾張国を統一した織田信長の妹（苗木勘太郎室）を娶った。
- 永禄7年（1564年）岩村遠山氏の遠山景任が大井の武並神社の社殿を再建し神事を催し猿楽を行った。
- 永禄8年（1565年）苗木勘太郎遠山直廉の娘の龍勝院が織田信長の養女となった上で武田勝頼に嫁ぎ織田信長と武田信玄の同盟成立に貢献。
- 永禄10年11月1日（1567年）12月11日、龍勝院が武田家最後の当主である武田信勝を出産したが、出産が原因で死去。
- 永禄11年（1568年）には、苗木の遠山直廉が武田信玄の命により、駿河侵攻に参加した。
- 永禄12年（1569年）遠山直廉は、武田信玄の命により、武田氏から離反した飛騨国の三木自綱の弟の三木次郎右衛門尉と戦い大威徳寺が兵火で焼失する（大威徳寺の戦い）。その後、遠山直廉は廣恵寺からの求めに応じて禁制を下す[10]。大威徳寺の戦いで受けた矢傷が元で6月18日に死去する。信長の命令で遠山直廉の死去により飯羽間遠山氏の遠山友勝が苗木遠山氏を相続する『寛政重修諸家譜　利仁流遠山』と戦った。その戦で矢傷を受けて負傷し苗木城に戻ったが、6月18日に矢傷が原因で没した。苗木遠山氏が再び絶えたため、織田信長の命令により飯羽間遠山氏の遠山友勝が苗木遠山氏を相続し、飯羽間城は子の遠山友忠に譲った。
- 元亀元年（1570年）12月には武田氏の重臣の秋山虎繁が三河国を侵攻する目的で恵那郡に侵入したために、岩村遠山氏を除く他の遠山氏が迎え撃ちをしようとしたが悉く敗れた（上村合戦）。その後、生き延びた遠山友勝・遠山友忠などは織田・徳川方に付いたが、岩村城に居た遠山氏の一族・郎党は、武田方に付いた。
- 元亀2年9月12日（1571年9月30日）の比叡山焼討において遠山友忠は織田信長に従い参戦した。『信長公記』では苗木久兵衛の名で登場するが、『遠山譜』では明照遠山久兵衛として記載されている。
- 元亀3年（1572年）8月に岩村の遠山景任が没すると、織田信長が岩村城に五男の御坊丸を養子として送り込み相続させた。同元亀3年（1572年）10月に再び秋山虎繁の軍勢が派遣され岩村城を包囲し岩村城の戦いが勃発した。降伏の条件として、養子としていた御坊丸を武田方に引き渡し甲府へ送り、おつやの方は秋山虎繁と婚姻することとなり、岩村遠山氏は武田氏の傘下となった。11月には遠山氏の菩提寺の大圓寺をはじめとする領内の全ての寺院と神社が武田勢によって悉く焼き討ちされ滅亡した。
- 天正元年（1573年）8月、木曾義昌が河折籠屋を攻め落とし、苗木を攻める[11]。

### 武田勝頼の東美濃侵攻と織田氏の反撃
- 天正2年（1574年）2月、武田勝頼が東美濃に侵攻し、先ず高山城、苗木城を落とし、更に支城16箇所を全て落とした[12]。
- 天正2年（1574年）東美濃は、武田勝頼の侵攻を受け、遠山十八支城と呼ばれる、苗木・神野・武節・今見・阿寺・馬籠・大井・中津川・鶴居・幸田・瀬戸崎・振田・櫛原・明知は尽く落城した[13]。この時、明照遠山氏・安木遠山氏が滅んだ。
- 天正2年（1574年）2月武田勝頼の東濃侵攻で木曾義昌の兵が阿寺城にも攻め寄せた。遠山友忠父子三人は城を固守し、木曾重臣の三尾五郎右衛門、三尾将監父子を負傷させたが、次男の遠山友重が討死にし阿寺城は落城した。その後、友忠と三男の遠山友政は苗木城に移り、明照遠山氏は途絶えた。
- 天正2年（1574年）、武田勝頼の家臣山県昌景の侵攻で明知城は陥落し（明知城の戦い）、景行の次男で城主代行の遠山友治も討死にした[14][15]。友治も討死にして累代が絶えたことから、家臣一同が相談して遠山利景（勘右衛門）が、飯高山満昌寺の住持から還俗して跡を継いだ[16]。その後三河足助城主の鈴木重直の娘を妻とした。
- 天正3年（1575年）2月、武田勝頼が東美濃に侵攻した際に、椋実村にあった欒峰城主遠山右馬安永の菩提寺の西善寺が焼討され滅亡。
- 天正3年（1575年）の長篠の戦いで武田氏が衰退し織田方の攻勢で利景は小里城を落とし、明知城も明知遠山氏の下に戻った[16]（東濃の戦い）。
- 天正3年（1575年）、織田信忠が岩村城を落とし、東濃諸城を奪還する[17]。
- 天正3年（1575年）には、織田信長は嫡男の織田信忠に岩村城を攻撃させた。これに対して武田勝頼は援軍に向かおうとし、勝頼の動きを聞いた信長も11月14日に京から岐阜へ向かった。上村合戦で武田（秋山軍）との戦いで生き残った苗木遠山氏・明知遠山氏・串原遠山氏の一族・郎党達は織田・徳川方に付いた。これより半年前から、中津川に遠山左衛門、竹折に土岐三兵、大川に小里内作、上村に遠山與介が駐留して、各方面から岩村城への補給路を断った。 そのため岩村城内は、飢餓状態となり、この窮地を脱するべく、岩村城に立て籠もっていた武田方と遠山方は11月10日に岩村城近くの水晶山の織田方の陣地に夜討ちをかけるなどして信忠軍に対抗したが、河尻秀隆・毛利秀頼・浅野左近・猿荻甚太郎等に反撃されて、武田方に付いていた遠山氏の一族・郎党の遠山五郎友長・澤中左忠太光利・飯妻新五郎・小杉勘兵衛らが討死し大将格21人に籠城兵3千人の内1千百人を失ったため武田方は戦意を喪失した。窮地に陥った秋山虎繁は、塚本小大膳を使者に立て、信長に降伏を申し出、織田方に受け入れられた。 しかし、自分の叔母のおつやの方を自らの妻にして岩村城を乗っ取った秋山虎繁と、虎繁と結婚して武田方に寝返った叔母のおつやの方を憎悪していた信長は、11月21日に城将の秋山虎繁・大島杢之助・座光寺為清が赦免の参礼に来たところを捕らえて岐阜に連行し、おつやの方も岐阜城近くの長良川の河原で逆さ磔の極刑に処した。武田方に組して岩村城に籠城していた遠山氏の一族郎党は、馬木十内・馬坂求馬・須淵傳左衛門・久保原内匠・大船五六太・串原弥兵衛が討死し、遠山二郎三郎・遠山市之丞・遠山三郎四郎・遠山徳林斎・遠山三右衛門・遠山内膳・遠山藤蔵らは城中の市丞丸に入り自刃。残党は全て焼き殺された。 この結果、岩村遠山氏、飯羽間遠山氏が滅んだ。岩村城は河尻鎮吉が城代となったが、その後は森蘭丸が城主となった。

### 森長可の侵攻と苗木遠山氏・明知遠山氏の徳川家康への臣従
- 天正10年（1582年）6月21日本能寺の変で森蘭丸が討死したため、羽柴秀吉についた森長可は、岩村城に各務兵庫を城代としてまた信濃に居た長可が撤退する時に。苗木遠山氏の遠山友忠が千旦林で暗殺を企てていたが、人質を取られていた木曾義昌から手を出さぬようにと懇願された事で結局は手出しはせず、森軍は無事に可児郡の兼山城へ辿りつき、その後加茂郡と郡上郡を制圧した。
- 天正10年（1582年）12月21日、羽柴秀吉・丹羽長秀・池田恒興が、遠山佐渡守・遠山半左衛門尉宛に、信長の死後の織田氏は織田信雄を名代とし、三法師を正式な後継者として決めたので認めるように、美濃国において従わない者は屈服させる。この件は森長可から伝えると連署状を送った。
- 天正11年（1583年）森長可が1月に土岐郡の諸城を制圧し、5月苗木城を攻めた。遠山友忠・遠山友政父子は、浜松城の徳川家康のもとに移った。
- 天正11年（1583年）の秋に、遠山利景は密かに明知城を出て、妻の実家である足助鈴木氏（鱸氏）を頼り、兄の景行の遺児の遠山一行とともに三河足助城へ逃れた。三河足助城に移ると家康の麾下に入った[16]。これを知った森長可は激怒して人質としていた一行の娘を殺して屍を野原村の河原に晒した。明知城は長可の手に落ちた。
- 天正12年（1584年）苗木遠山氏・明知遠山氏・串原遠山氏の三氏は小牧・長久手の戦いに徳川方として参戦するが遠山半左衛門が討死した。
- 天正18年（1590年）北条氏直の小田原征伐に、明知の遠山利景は徳川軍の一員として嫡男の遠山方景と串原遠山氏の経景とともに従軍した。後北条氏が滅亡し家康が関東に転封されると上総国で知行地を賜った。また江戸に2,700坪の屋敷を賜った。
- 慶長4年（1599年）森氏が信濃川中島に移封される。川尻直次が苗木城主となり、城代・関治兵衛が城を守っていた。
- 慶長5年（1600年）の関ヶ原の戦いの前哨戦である木曽・東濃の戦いで苗木遠山氏の遠山友政は苗木城を奪還し、明知遠山氏の遠山利景は明知城を奪還した。遠山友政は苗木藩の大名となり、明知遠山氏の遠山利景は交代寄合の旗本として、それぞれ旧領に復帰した。串原遠山氏は明知遠山氏の江戸家老となった。

### 明治以降
最後の苗木藩主遠山友禄は、明治2年（1869年）の版籍奉還で苗木藩知事に任じられるとともに華族に列し、明治4年（1871年）7月14日の廃藩置県を迎えた。
明治17年（1884年）7月7日に華族令が施行されて華族が五爵制になり、翌8日に友悌が旧小藩知事として子爵に叙された。
健彦の代の昭和前期に遠山子爵家の邸宅は大阪府豊中市麻田にあった。

## 遠山七頭
戦国時代末期に存在していた、岩村・明知・苗木・飯羽間・串原・明照・安木の七家のことで、七遠山ともいう。安木（阿木）の代わりに大井が入る場合や、明照に代わって馬籠を入れる説もある。
1. 岩村遠山氏 - 惣領家。遠山景朝の子の遠山景員が祖。岩村城主。戦国時代に遠山景任の死で断絶し、天正3年に岩村城が落城して滅亡。
2. 明知遠山氏 - 明知城主。遠山景朝の子の遠山景重が祖[24]。江戸時代は6,500石の旗本の遠山勘右衛門家として続いた。なお途中で土岐明智氏が名跡を継いだとする異説が存在する[25]。
3. 苗木遠山氏 - 苗木城主。祖は諸説あり[26]。南北朝時代に活躍した遠山五郎がいる。室町時代に土岐氏から、戦国期に飯羽間遠山氏から養子を迎えている。江戸時代には苗木藩主となった。
4. 飯羽間遠山氏 - 飯羽間（飯場、飯間）城主。宗家の遠山景明の子の遠山景義が飯間姓を初めて名乗る。戦国期には苗木遠山氏の名跡を継承。武田氏の飯羽間城攻撃の際に、城主の遠山友信の裏切りにより、落城・降伏。武田滅亡後に友信は信長に処刑され滅亡した。
5. 明照遠山氏 - 明照（阿寺、阿照、阿照羅）城主。遠山直廉が初代であるが、後に苗木遠山氏を嗣いだが、遠山友忠が長男の友信に飯羽間城を譲ったのち城主となる。のち友忠の次男の遠山友重が嗣いだが、天正2年の武田氏の攻撃で討死して断絶した。
6. 串原遠山氏 - 串原城主。上村合戦時は遠山景男（右馬助）とその子の遠山経景（五郎）がいた。武田氏による串原城落城後は、明知遠山氏に仕え明知遠山氏が江戸幕府の旗本（交代寄合）に就任後は家老となり、明治に至る。
7. 安木遠山氏 - 安木（阿木、安城）城主。遠山景員の次男の遠山景賢が祖だという[25]。

## 遠山七頭以外
- 馬籠遠山氏 - 馬籠城主。遠山馬籠左馬介・遠山馬籠右馬介らが知られる[3]。
- 神野遠山氏 - 神野城主。遠山神野左京亮・遠山神野右京亮らが知られる[3]。
- 信友遠山氏 - 元は笠置山付近を支配していたとみられ、後に神野城と信の城主となる。子孫は高松藩の生駒氏と高松松平家や、今治藩の久松松平家に仕えた。
- 馬場遠山氏 - 遠山馬場孫六らが知られる[3]。
- 久須見遠山氏 - 久須見城主。12世紀から13世紀にかけて遠山光貞-景貞-景光-光基と続いたが、光基は方県郡の黒野村に移り、その弟の遠山兵部丞が久須見城に居たとの記録があるが、その後の記録が無く断絶したものと考えられる。
- 椋実遠山氏 - 欒峰城主。天正3年（1575年）2月、武田勝頼が東美濃に侵攻した際に、遠山右馬安永の菩提寺の西善寺が焼討され滅亡。
- 下村遠山氏 - 永享年間（1429年～1441年）の室町幕府の御番帳に、遠山下村左京亮の名が記述されている。
- 久保原遠山氏 - 中西城主。永禄年間(1558年～1570年)の城主は遠山左京進と伝えられる。

## 信濃の遠山氏
- 信州遠山氏（江儀遠山氏 ）- 信濃国伊那郡南部の遠山郷の和田城を本拠地とした一族。美濃遠山氏と同祖とみられる。「伊那旧事記」は明知遠山氏の分家としている。

遠山方景は、昭和中期に長野県飯田市長を務めた。

## 東北の遠山氏
- 八戸遠山家 - 八戸藩3代藩主の南部通信の代に召し抱えられたとされている家臣。当初は江戸勤番であったが、その後八戸に移住し、八戸藩の目付・寺社町奉行など藩行政の中枢的な役に就いた。7代の遠山平馬の代（寛政年間）から9代遠山庄七の代（幕末）まで、江戸勤務も含めた地方武士の暮らしぶりを、武家社会や時代相とともに記した「遠山家日記」が残っている。

遠山景三は、大正時代に青森県会議長を務めた。

## 四国の遠山氏
- 遠山三郎左衛門家 - 伊予松山藩の次席家老

遠山景運－景朝－景標－景軌－景庸－景平－景誠－景暁－景寛－景房－景忠－盛之介
旗本明知遠山氏2代 - 遠山方景の孫遠山景澄（九左衛門）が伊予松山藩の松平隠岐守に仕えた。
旗本明知遠山氏6代 - 遠山伊昵は、伊予松山藩主の松平定直の次席家老遠山景貴の子を養子に迎えた。
愛媛県松山市興居島御手洗の遠山神社は、松山藩次席家老の遠山佐衛門尉を神と祀っている。
- 遠山茂兵衛家 - 今治藩の久松松平家の重臣

延友遠山氏の遠山佐渡守（延友信光）の子の遠山茂兵衛と、その子孫。
- 遠山卯兵衛家 - 高松藩主生駒氏と、高松松平家の重臣

延友遠山氏の遠山佐渡守（延友信光）の孫の遠山平兵衛は高松藩の生駒氏に仕えたが、生駒氏が改易されたため浪人となったが、その子の遠山伊兵衛は高松松平家に仕え、子孫は代々、遠山卯兵衛と称した。
- 丸亀遠山家 - 丸亀藩の京極家に仕えた遠山氏

## 関東の遠山氏
- 館林・長岡遠山氏 - (1582年）苗木遠山氏の初代藩主である遠山友政は、森長可によって父と共に苗木の地を追われ、徳川家康のもとに走ったが、小田原の役（1590年）以降、友政は家康の命により榊原康政の客将となった。関が原の戦い（1600年）により、友政は旧領を安堵され大名となったが、友政の叔父（友忠の弟）にあたる遠山弥右衛門景利が榊原康政のもとに残り、400石の扶持を得た。榊原家はその後、越後長岡に転封され、遠山景利の末裔にあたる遠山吉兵衛家もそれに従った。
- 武蔵遠山氏 - 明知遠山氏の遠山景保の子の直景が北条早雲に仕え武蔵へ移ったことに始まる。武蔵国比企郡遠山村を本拠地として遠山寺を建立した。後北条氏の重臣であった遠山景久は江戸城代となり祥雲寺を建てた。後北条氏の滅亡により衰退した。
- 相模遠山氏 - 武蔵遠山氏の遠山直景の次男の康光の一族。江戸時代に旗本となった。

## 尾張藩の遠山氏
- 遠山家（尾張西之口1000石→3000石・忍新参衆）

武蔵遠山氏の直景の妻が徳川義直の乳母であったことから直景の次男景吉が駿府時代に義直に仕えたことに始まる。18世紀後半から代々尾張藩で年寄を輩出するようになり加増された。　景吉 - 遠景 - 景信 = 景正 - 景明 - 景供 - 景慶 -

## 旗本・御家人の遠山氏
- 遠山政吉郎家 - 相模国高座郡萩園村の内	415石6斗3升0合005を知行所とした江戸定府の旗本。
- 遠山修理家 - 相模国高座郡上土棚村　150石・上総国夷隅郡市野川村の内　27石4斗6升9合999・山田村の内　172石5斗2升9合999・下総国葛飾郡市野谷村の内　52石2斗0升5合528・後平井村の内　99石1斗1升2合602・香取郡大倉村の内　50石を知行所とした江戸定府の旗本。
- 遠山金四郎家 - 明知遠山氏(遠山勘右衛門家)の遠山方景の孫の代に分家した旗本。遠山景元(遠山の金さん）がいる。上総国夷隅郡岩熊村の内300石・下総国豊田郡今泉村の内　217石6斗5升7合196・樋橋村の内　53石2斗5升9合399石・中居指村の内	2石4斗1升9合を知行所とした江戸定府の旗本。
- 遠山安之丞家 - 下総国葛飾郡後貝塚村	73石2斗5升・西夏見村の内　84石・東夏見村の内　107石7斗5升を知行所とした江戸定府の旗本。
- 遠山隠岐守家 - 下総国香取郡下森戸村の内	146石0斗3升9合993を知行所とした江戸定府の旗本。
- 遠山鈕一郎家 - 上総国埴生郡八幡原村の内　154石7斗5升5合005・大井村の内　26石6斗9升7合599・山辺郡清名幸谷村の内　102石2斗9升8合103・本金谷村の内　179石6斗4升5合004・大網村の内　100石を知行所とした江戸定府の旗本。
- 遠山四郎兵衛家 - 上総国埴生郡千田村の内　306石3斗4升9合792・武蔵国都筑郡新羽村の内	105石5斗0升0合999・本郷村の村	95石9斗6升8合002・下総国千葉郡花島村の内　32石1斗1升2合を知行所とした江戸定府の旗本。
- 遠山録三郎家 - 武蔵国榛沢郡滝ノ瀬村の内	119石9斗3升・幡羅郡市ノ坪村の内	31石2斗4升7合・東別府村の内　102石6斗1升5合501を知行所とした江戸定府の旗本。
- 遠山隼人家 - 武蔵国橘樹郡馬絹村の内	101石9斗2升6合003・有馬村の内　138石8斗1升3合004・榛沢郡上野台村の内 40石0石7升
- 遠山内膳家 - 武蔵国埼玉郡岡古井村の内　298石6斗2升6合007・喜右衛門新田	2斗8升1合を知行所とした江戸定府の旗本。
- 遠山源太郎家 - 武蔵国足立郡宮下村の内	53石9斗5升9合999を知行所とした江戸定府の御家人。

## 遠山十八支城
美濃遠山氏には本拠岩村城のほか、遠山十八支城と呼ばれる城や砦が存在したとされる。
- 『甲陽軍鑑』の五十一品では、「ないぎ、かうの、ぶせつ、いまみ、あてら、まごめ、大井、中津、つるひ、かうた、せとざき、ふつた、ぐし原、明知」の名が挙げられている。
- 『美濃御坂越記』では、落合丸山城、落合霧原城、中津川徳城、福岡広恵寺城、茄子川城、正家城、佐々良木城、野井城をあげている。なお藤城、久須見城、曽木城も塞城であった。
- 『美濃明細記』の岩村城の項ではその支城として、「苗木、明知、飯羽間、串原、大井、久須見、佐々良木、藤、阿木、野井、曾木」が挙げられている。
- 『美濃国諸旧記』では、天文・弘治・永禄の頃として、三遠山の居城以外として、原、大井、山田、一色、串原、飯羽間、下村、釜屋・坂下・福岡がある。
- 『大井武並社舊記』では、上手向、千駄林（千旦林）がある。
- 『遠山加藤系譜』では、久須見がある。

| - 岩村城 - 岩村遠山氏（恵那市岩村町） - 苗木城 - 苗木遠山氏（中津川市苗木） - 明知城 - 明知遠山氏（恵那市明智町） - 飯羽間城 - 飯羽間遠山氏（恵那市岩村町飯羽間上切） - 阿木城 - 安木遠山氏（中津川市阿木宮ノ前） - 串原城 - 串原遠山氏（恵那市串原） - 阿寺城 - 明照遠山氏（中津川市手賀野） - 馬籠城(孫目城) -（中津川市馬籠） - 大井城 - 藤井氏（恵那市大井町） - 鷹撃谷城 - 藤井氏（恵那市大井町) - 広恵寺城 - 苗木遠山氏（中津川市福岡） - 神箆城 - 神野遠山氏 → 信友遠山氏（瑞浪市土岐町） - 武節城（豊田市稲武町） - 千旦林城 (千駄帰城) - 吉村氏（中津川市千旦林） - 中津川城 (徳ノ城) - 市岡氏（中津川市恵下） - 瀬戸崎城 -（中津川市瀬戸） - 久須見城 - 久須見遠山氏（恵那市長島町久須見） - 佐々良木城 - 渡辺氏（恵那市三郷町佐々良木） - 野井城 - （？）(恵那市三郷町野井） - 椋実城(欒峰城） - 渡曾氏（恵那市三郷町椋実） - 信の城 - 信友遠山氏（恵那市岩村町飯羽間根ノ上） - 中西城 - 久保原遠山氏（恵那市山岡町久保原） - 山田城 - 和田氏（恵那市山岡町馬場山田） - 上手向城 - 勝氏（恵那市山岡町上手向） - 下手向城 - 渡辺氏（恵那市山岡町上手向） - 香野城 - 門野氏（恵那市明智町門野） - 振田城 - 戸田氏（中津川市阿木久須田堀田） - 釜屋砦 - 渡辺氏（恵那市山岡町釜屋） - 上村砦 - 原氏（恵那市上矢作町） - 今見砦 - 西尾氏（瑞浪市大湫町） - 妻木城 - 妻木氏 (土岐市妻木町) - 落合城 - 苗木遠山氏（中津川市落合釜沢） - 丸山城 - （？） (中津川市神坂霧ヶ原) - 大羅城 (大波羅城) - （三河？） - 幸田城 - （？） - 鶴居城 - （？） |

## 遠山氏の関連寺院
- 大圓寺 (恵那市)　　岩村遠山氏の菩提寺
- 雲林寺 (中津川市)　苗木遠山氏の遠山友政が開基した菩提寺
- 廣恵寺　　　　　　 苗木遠山氏が上苗木に居た当時の菩提寺
- 信光寺 (瑞浪市)　　延友遠山氏の延友信光が中興した寺院
- 龍護寺 (恵那市)　　明知遠山氏の遠山利景が開基した明知における菩提寺
- 観音寺 (恵那市)　　明知遠山氏の遠山利景が開基した寺院
- 萬勝寺 (恵那市)　　明知遠山氏の遠山利景が中興した寺院
- 安住寺 (恵那市)　　明知遠山氏の遠山景行が開基した寺院
- 雲祥寺 (恵那市)　　明知遠山氏の遠山方景が開基した寺院
- 長楽寺 (恵那市)　　明知遠山氏の遠山景久が開基した寺院
- 南泉寺 (荒川区)　　明知遠山氏の江戸における菩提寺
- 本妙寺 (豊島区)　　明知遠山氏の方景の孫の代に分家した遠山金四郎家の菩提寺
- 祥雲寺 (豊島区)
- 遠山寺　　　　　 　武蔵遠山氏の遠山光景が開基した寺院

## 遠山氏の関連神社
- 武並神社
- 八王子神社 (恵那市)